# Theodor Hornbostel
Theodor von Hornbostel (* 9. Jänner 1889 in Wien; † 8. Juni 1973 in Gmunden) war ein österreichischer Politiker und Diplomat.

## Diplomatischer Dienst und Außenamt
Hornbostel war eines von drei Kindern seiner Eltern Max Georg von Hornbostel und Helene von Hornbostel geb. Filtsch. Sein Großvater war der Industrielle Theodor von Hornbostel. Nach dem Theresianum besuchte er die  Konsularakademie und erhielt beim Abschluss 1912 den nur alle fünf Jahre vergebenen Kaiserpreis für den besten Zögling des Jahrgangs.
Im Dezember 1912 wurde er im Konsulat in Konstantinopel der Straf- und Erbschaftsrechtsabteilung zugeteilt. Im Juni 1913 erfolgte die Entsendung als Konsul in den albanischen Hafen Durres, wo er auch den Ausbruch des Ersten Weltkrieges erlebte.
Nach Aufgaben in Ioannina und Athen kehrte er im Februar 1917 nach Wien zurück, wo er für seine Verdienste von Kaiser Karl persönlich das Militärverdienstkreuz erhielt.
Aufgaben im Rahmen der österreichisch-ungarischen Kriegsgefangenenmission führten ihn 1917/18 nach St. Petersburg und Moskau.
1919 trat er seinen Dienst in der deutsch-österreichischen Vertretung in Budapest an und wurde Konsul extra statum. Ab 1926 wirkte er als Vizekonsul in Konstantinopel.
1930 kehrte er in das Außenamt unter der Regierung von Bundeskanzler Schober zurück, Er verhandelte das Konkordat mit dem Vatikan, musste die Verwicklungen um das Zollunionsabkommen mit Deutschland kalmieren und nahm an zahlreichen Völkerbundssitzungen teil. Er wurde im April 1933 Vorstand der Politischen Abteilung (13) des Außenamtes unter Bundeskanzler Engelbert Dollfuß und ist auch einer der wenigen, die detailliert Bericht über die Vorgänge im Bundeskanzleramt beim Putschversuch und der Ermordung von Bundeskanzler Dollfuß am 25. Juli 1934 geben konnten. Im Oktober 1933 avancierte er zum außerordentlichen Gesandten und bevollmächtigten Minister. Nach dem Rücktritt des Vizekanzlers Ernst Rüdiger Starhemberg im Juli 1936 wurde überraschend nicht Hornbostel, sondern Guido Schmidt Staatssekretär des Äußeren unter Bundeskanzler Schuschnigg.
Hornbostel war jener Diplomat, der sich am Vorabend des Einmarsches deutscher Truppen in Österreich aufgrund seiner ausgezeichneten Beziehungen um Intervention in London, Paris und Rom per Telefon kümmerte.

## 1938–1945
In der Nacht vom 11. auf den 12. März 1938 wurde Hornbostel als Widersacher gegen die Nationalsozialisten von der SS zunächst unter Hausarrest gestellt, am 13. März verhaftet und mit dem sogenannten Prominententransport am 1. April 1938 in das Konzentrationslager Dachau gebracht. Er wurde im September 1939 ins KZ Buchenwald verlegt und im Mai 1943 entlassen. Nachdem ihm die Tätigkeit in den (damaligen) Donau- und Alpengauen verboten war, nahm er eine Anstellung in Berlin an. Aufgrund seiner Kontaktaufnahme zum dortigen österreichischen Widerstand wurde er nach Groß-Behnitz (ca. 80 km nordwestlich von Berlin) zur Volkswirtschaftlichen Abteilung der IG Farben versetzt.
Nach dem Einmarsch der sowjetischen Truppen wurde er dort aufgrund seiner Sprachkenntnisse Bürgermeister, nutzte aber die Gelegenheit der Potsdamer Konferenz im Sommer 1945, um mit einem Transport nach Gmunden (Oberösterreich) zu gelangen.

## Die Nachkriegszeit und der Mitteleuropagedanke

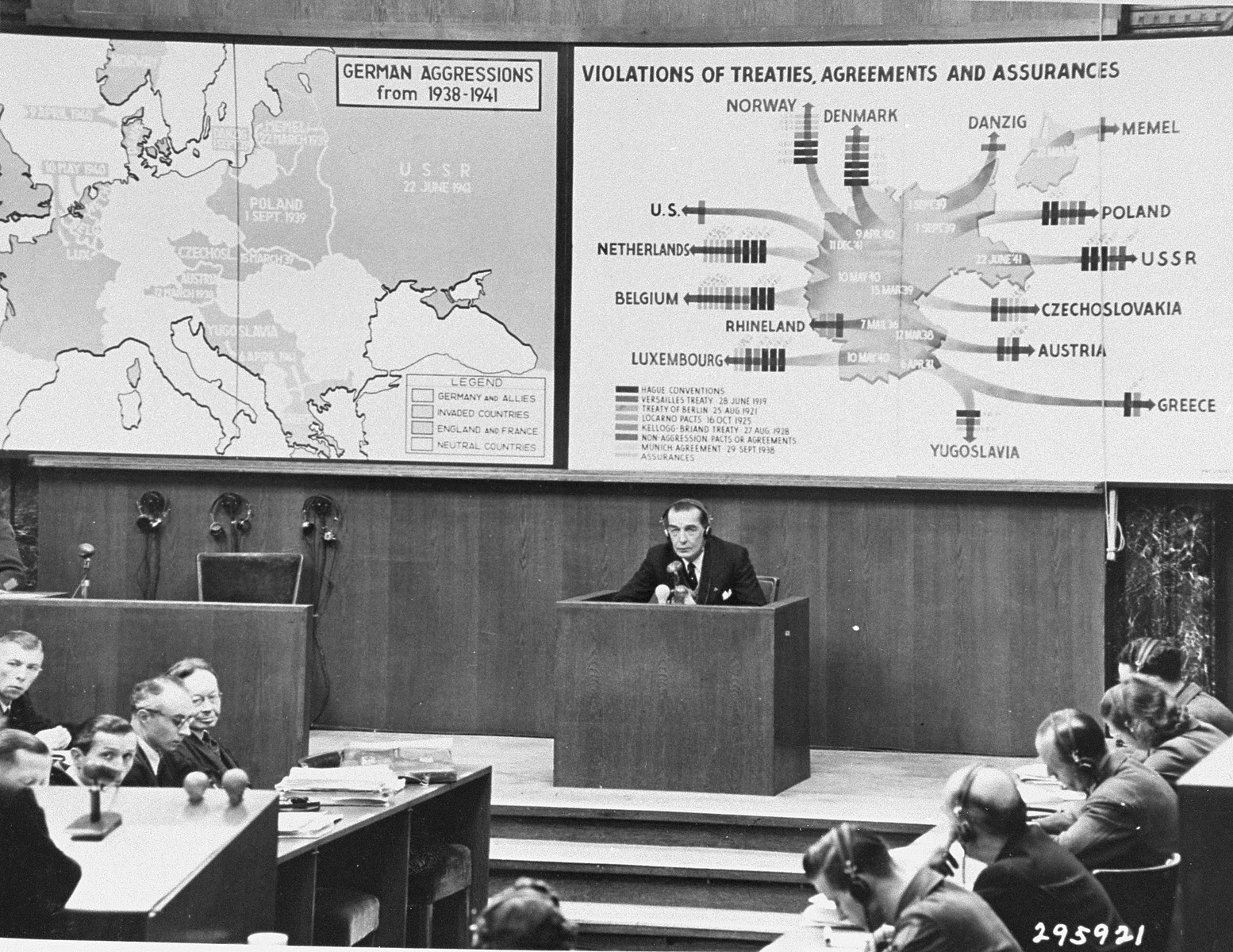
Theodor Hornbostel als Zeuge im Wilhelmstraßen-Prozess

Nach dem Krieg zog sich Hornbostel offiziell aus Diplomatie und Politik zurück, blieb aber hinter den Kulissen sowohl in Gmunden als auch in Wien aktiv.
1947 und 1948 sagte er zweimal bei den Nürnberger Prozessen im IG-Farben-Prozess und im Wilhelmstraßen-Prozess aus und trug 1947 wesentlich zum Freispruch von Guido Schmidt in dessen Hochverratsprozess bei. 1949 vermittelte Hornbostel die Zusammenkunft führender Vertreter der ÖVP mit ehemaligen Nationalsozialisten, die als Oberweiser Konferenz bekannt wurde. 
Er engagierte sich politisch auch in den Verhandlungen um den österreichischen Staatsvertrag und in Restitutionsfragen.
Schon 1946 belebte er den Mitteleuropagedanken durch seinen Artikel Organisation des Donauraumes in Die Furche wieder, 1953 war er Mitbegründer und erster Vorsitzender des Forschungsinstitut für Fragen des Donauraumes (heute Institut für den Donauraum und Mitteleuropa). Von dieser Funktion trat er erst 1970 zurück. Hornbostel verstarb am 8. Juni 1973 und ist in Gmunden beigesetzt.